# جوك سكوت
جوك سكوت (بالإنجليزية: Jock Scott)‏ هو مؤرخ وكاتب ومحامي وسياسي أمريكي، ولد في 29 يونيو 1947 في الإسكندرية في الولايات المتحدة، وتوفي في 25 أبريل 2009. حزبياً، نشط في الحزب الديمقراطي والحزب الجمهوري. وقد انتخب عضو مجلس نواب لويزيانا.